# MMPI
Миннесотский многоаспектный личностный опросник или MMPI (англ. Minnesota Multiphasic Personality Inventory) — личностный опросник, разработанный в конце 1930-х — начале 1940-х годов в Университете Миннесоты Старком Хэтэуэйем и Джоном Маккинли. MMPI — наиболее изученная и одна из самых популярных психодиагностических методик, предназначенная для исследования индивидуальных особенностей и психических состояний личности. Широко применяется в клинической практике. «MMPI» — зарегистрированный товарный знак Университета Миннесоты.
В основу методики было положено количественное сопоставление ответов представителей нормативной группы с типичными ответами больных, у которых в картине клинических расстройств чётко преобладал тот или иной психопатологический синдром: ипохондрия, депрессия, истерия, психопатия, психастения, паранойя, шизофрения, гипомания.
В СССР адаптация методики началась в 1960-х годах как «Стандартизированное многофакторное исследование личности» (сокращённо — СМИЛ).
Методика MMPI2 была опубликована в 1989 году. Авторы — Дж. Грехем, А. Теллиджен, Дж. Бучер, В. Далстром и Б. Кэммер.

## Общее описание
MMPI представляет собой тест по самоотчётной методике (англ. self-report inventory). Он разработан и впервые опубликован в 1940-х годах. В 1980-х годах тест был переработан, и с тех пор используется его вторая версия, MMPI-2.
MMPI-2 содержит более 500 вопросов широкого круга, в него включены вопросы от касающихся психологических особенностей личности до вопросов на политические и социальные темы.
На базе первой версии MMPI был создан Калифорнийский психологический опросник (англ. California Personality Inventory), в котором около половины вопросов взяты из MMPI. Этот тест определяет уровень самоконтроля, эмпатии и независимости личности человека.
Тестирование MMPI и MMPI-2 долгое и утомительное. В этом заключается слабость теста: испытуемый может устать и потерять интерес к заполнению опросника и будет небрежно отвечать на вопросы.
Результат тестирования может быть с погрешностью из-за стремления респондента обелить себя, в том числе непреднамеренно из-за ошибочной самооценки, или он сознательно попытается скрыть свои чувства или взгляды.

## Шкалы MMPI
Основные клинические шкалы MMPI
1. Шкала ипохондрии (HS) — определяет «близость» обследуемого к астено-невротическому типу личности;
2. Шкала депрессии (D) — предназначена для определения степени субъективной депрессии, морального дискомфорта (гипотимический тип личности);
3. Шкала истерии (Hy) — разработана для выявления лиц, склонных к диссоциативным (конверсионным) расстройствам (использование симптомов физического заболевания в качестве средства разрешения сложных ситуаций);
4. Шкала психопатии (Pd) — направлена на диагностику диссоциального типа личности;
5. Шкала маскулинности — феминности (Mf) — предназначена для измерения степени идентификации обследуемого с ролью мужчины или женщины, предписываемой обществом;
6. Шкала паранойи (Pa) — позволяет судить о наличии сверхценных идей, подозрительности (паранойяльный тип личности);
7. Шкала психастении (Pt) — устанавливается сходство обследуемого с больными, страдающими фобиями, навязчивыми действиями и мыслями (тревожно-мнительный тип личности);
8. Шкала шизофрении (Sc) — направлена на диагностику шизоидного типа личности;
9. Шкала гипомании (Ma) — определяется степень «близости» обследуемого гипертимному типу личности;
10. Шкала социальной интроверсии (Si) — диагностика степени соответствия интровертированному типу личности. Клинической шкалой не является, добавлена в опросник в ходе его дальнейшей разработки;

Оценочные шкалы
1. Шкала «?» — шкалой может быть названа условно, так как не имеет относящихся к ней утверждений. Регистрирует количество утверждений, которые обследуемый не смог отнести ни к «верным», ни к «неверным»;
2. Шкала «лжи» (L) — предназначена для оценки искренности обследуемого;
3. Шкала достоверности (F) — создана для выявления недостоверных результатов (связанных с небрежностью обследуемого), а также аггравации и симуляции;
4. Шкала коррекции (K) — введена для того, чтобы сгладить искажения, вносимые чрезмерной недоступностью и осторожностью обследуемого.

## Адаптация MMPI
Адаптация опросника в СССР началась ещё в 1960-е годы. Первым был предложен вариант ММИЛ (Методика многостороннего исследования личности), состоящий из 384 утверждений (Ф. Б. Березин и М. П. Мирошников, 1967). Ф. Б. Березиным с соавторами разработана оригинальная интерпретация шкал MMPI, осуществлена его тщательная стандартизация. Ныне используется в системе МВД для психологического отбора сотрудников.
Большая работа по адаптации опросника проводилась также в Ленинградском психоневрологическом институте им. В. М. Бехтерева, московскими психологами. Л. Н. Собчик разработала более полный вариант (тест СМИЛ — 566 утверждений, 1970 год).
Также существует сокращенная версия теста СМОЛ (Сокращенный многофакторный опросник для исследования личности), иначе известный как Мини-Мульт (71 утверждение, 11 шкал).